# Bernard (fotbalist)
Bernard Anício Caldeira Duarte (n. 8 septembrie 1992), cunoscut ca Bernard, este un fotbalist brazilian, care joacă pe post de mijlocaș lateral la Atlético Mineiro în Campeonato Brasileiro da Série A. Pe plan internațional, are prezențe la națională pentru Brazilia.

## Titluri

### Club
Atlético Mineiro
- Campeonato Mineiro: 2012, 2013
- Copa Libertadores: 2013

### Internațional
Brazilia
- Superclásico de las Américas: 2012
- Cupa Confederațiilor FIFA: 2013

## Legături externe
- Biografie Arhivat în 25 noiembrie 2012, la Wayback Machine.